# Raymond Gardès
Pour les articles homonymes, voir Gardès.
Raymond Gardès est un homme politique français né le 24 mars 1797 à Albi (Tarn) et décédé le 15 septembre 1859 à Albi.
Avocat à Albi, il est député du Tarn de 1834 à 1837, siégeant à droite, avec les légitimistes.

## Sources
- « Raymond Gardès », dans Adolphe Robert et Gaston Cougny, Dictionnaire des parlementaires français, Edgar Bourloton, 1889-1891 [détail de l’édition]